# Carevdar
Carevdar es una localidad de Croacia en la ciudad de Križevci, condado de Koprivnica-Križevci.

## Geografía
Se encuentra a una altitud de 155 m s. n. m. a 79 km de la capital nacional, Zagreb.

## Demografía
En el censo 2011, el total de población de la localidad fue de 438 habitantes.
| Gráfica de población de Carevdar 1857-2011                          |
|                                                                     |
| Según los censos de población de la oficina estadística de Croacia. |